# ГЕС Vietas
ГЕС Vietas — гідроелектростанція на півночі Швеції. Знаходячись між ГЕС Ritsem (вище по течії) та ГЕС Porjus, входить до складу каскаду на річці Лулеельвен, яка впадає у Ботнічну затоку Балтійського моря біля міста Лулео.
Машинний зал станції знаходиться в лівобережному гірському масиві неподалік озера Лангас, яке становить частину верхньої течії Лулеельвен. Ресурс до нього надходить одразу з двох водойм:
- із водосховища Суорва, створеного вище по течії Лулеельвен за допомогою кількох кам'яно-накидних гребель з ядром із моренного ґрунту висотою до 50 метрів. З діапазоном коливання рівня поверхні у 30 метрів та корисним об'ємом 6 млрд м3 воно є другим за розміром водосховищем в країні;
- із озера Satisjaure, яке природним шляхом дренується ліворуч до Лулеельвен на ділянці нещодавно згаданого озера Лангас. Протоку між ними перекрили за допомогою кам'яно-накидної греблі висотою 30 метрів, яка забезпечила в Satisjaure діапазон коливання рівня поверхні у 19 метрів, що забезпечує корисний об'єм 1,26 млрд м3 та робить водойму п'ятим за розміром сховищем в країні. Можливо також відзначити, що Satisjaure входить до ланцюжка озер та проток, з якого вище по течії вже відбирається ресурс для роботи ГЕС Ritsem, котра скидає його до названого першим водосховища Суорва.
Від сховища Суорва до машинного залу прокладено дериваційний тунель довжиною 7 км, тоді як від озера Satisjaure ресурс подається через тунель довжиною 5 км.
Підземний машинний зал обладнали двома турбінами типу Френсіс потужністю по 163 МВт, які при напорі у 83 метри забезпечують виробництво 1160 млн кВт-год електроенергії на рік.
Відпрацьована вода спрямовується до озера Лангас по відвідному тунелю довжиною приблизно 0,5 км, що переходить у відкритий канал довжиною 0,7 км.
Диспетчерський центр для управління всім каскадом компанії Vattenfall на Лулеельвен знаходиться у Vuollerim.